# Mikroregion Canoinhas

Mikroregion Canoinhas

Mikroregion Canoinhas – mikroregion w brazylijskim stanie Santa Catarina należący do mezoregionu Norte Catarinense. Ma powierzchnię 5.145,0 km²

## Gminy
- Bela Vista do Toldo
- Canoinhas
- Irineópolis
- Itaiópolis
- Mafra
- Major Vieira
- Monte Castelo
- Papanduva
- Porto União
- Santa Terezinha
- Timbó Grande
- Três Barras